# Roszkowscy herbu Ogończyk
Roszkowscy herbu Ogończyk, znani również jako Ruszkowscy  – żyjący do dziś, polski ród szlachecki .

## Etymologia nazwiska
Nazwisko rodowe Roszkowskich ma charakter odmiejscowy i pochodzi od Roszkowa (obecnie Ruszki, woj. kujawsko-pomorskie).

## Historia
Pierwsze wzmianki związane z rodem Roszkowskich datuje się na XIV wiek, kiedy to legendarny rycerz o imieniu Zawisza, ze wsi Roszkowo, będący rycerzem armii Króla Polski, Władysława II Jagiełły, w brawurowej akcji uratował Krzyżaka tonącego w Niemnie, akcja ta miała miejsce w 1390 roku. W 1613 decyzją Króla Polski Zygmunta III Wazy i za zgodą Sejmu walnego I Rzeczypospolitej ród Roszkowskich został nobilitowany i otrzymał herb Ogończyk. 
Wspomniane Roszkowo jest pierwszą udokumentowaną lokalizacją związaną z tym rodem. Na podstawie kronik i herbarzy wiadomo że w XVI wieku część rodu osiedliła się na Podlasiu, zaś pozostała część, w kolejnym stuleciu przeniosła się do województwa krakowskiego. Jednak niewątpliwie to Podlasie stało się obszarem w szczególności związanym z tym rodem. Roszkowscy po osiedleniu się w tamtym terenie założyli kilkanaście osad o nazwie Roszki, które razem stworzyły tzw. okolicę szlachecką. Pozostałościami po tych osadach są współczesne wsie: Roszki-Chrzczony, Roszki Leśne, Roszki-Sączki, Roszki-Włodki, Roszki-Wodźki i Roszki-Ziemaki.
W latach 1836–1861 Heroldia Królestwa Polskiego, będąca organem mającym za zadanie zweryfikować szlachectwo, jednoznacznie potwierdziła przynależność rodu Roszkowskich herbu Ogończyk do szlachty. Proces ten nazywany jest legitymacją szlachectwa. 

## Członkowie rodu
- Julian Roszkowski (1834–1897) – marszałek polny porucznik cesarskiej i królewskiej Armii, były komendant Twierdzy Przemyśl.
- Ireneusz Roszkowski (1909–1996) – profesor nauk medycznych, twórca polskiej ginekologii i położnictwa.
- Stanisław Roszkowski (1917–2019) – doktor medycyny.
- Elżbieta Roszkowska (ur. 1950) – polska architekt wnętrz, projektantka i malarka.
- Marcin Roszkowski (ur. 1952) – profesor nauk medycznych, neurochirurg.

## Posiadłości
- Pałac Roszkowskich w Tyborach-Kamiance
- Park Zamajdan-Olszyny